# Nicolás Mihanovich
Nicolás Mihanovich (en croata, Nikola Mihanović) (Doli, Reino de Dalmacia, Imperio austríaco, actual Croacia; 1848 - Buenos Aires, Argentina; 1929) fue un empresario naviero austrohúngaro que lideró su área del mercado en el Río de la Plata entre las décadas de 1880 y 1920.

## Vida

### Comienzos
Nacido en el Reino de Dalmacia, Imperio austríaco en 1848 en Doli, un pueblo cercano a Dubrovnik, trabajó desde joven en el puerto, y llegó a Montevideo como tripulante de la embarcación británica City of Sydney a mediados de los años 1860. 
En un primer momento se instaló en el Alto Paraná (Paraguay) y se dedicó al transporte fluvial. Algunas fuentes sostienen que allí comenzó su fortuna, al trasladar tropas que participaban en la Guerra de la Triple Alianza. Lo cierto es que una vez que hubo acumulado el capital suficiente, emprendió el regreso a su tierra natal en 1868, pero al parar en una hostería de Buenos Aires que administraba un compatriota, fue convencido de quedarse en esa ciudad.
Allí se asoció a un genovés llamado Juan Bautista Lavarello, dedicándose a llevar adelante un servicio muy necesario en el puerto de Buenos Aires en esos tiempos. Y es que el Río de la Plata tenía una ribera de muy poca profundidad, por lo cual las embarcaciones tenían que anclarse a más de 300 metros de la costa, y las tripulaciones y cargas tenían que ser acercadas a la ciudad en botes o en carros tirados por animales. Mihanovich se encargaba, precisamente, de ese traslado de pasajeros en un corto recorrido, llegando a conseguir un acuerdo con el Gobierno Nacional, para hacerse cargo de las oleadas de inmigrantes europeos que llegaban al Hotel de Inmigrantes.

### Crecimiento
Al poco tiempo, Lavarello falleció y Mihanovich se casó con su viuda Catalina Balestra, haciéndose cargo de sus tres hijos, pero teniendo con ella dos más. En 1874 llegó a la ciudad, llamado por él, su hermano Miguel Mihanovich (Miho Mihanović), quien lo acompañaría y formaría su propia y exitosa empresa con los años. Por esos tiempo se asocia con dos compatriotas, Gerónimo Zuanich y Octavio Cosulich, formando la compañía Nicolás Mihanovich y Compañía. La llamada Conquista del Desierto que fue anexando la Patagonia a la Argentina desde 1879 le brindó un nuevo mercado, organizando servicios a los pueblos de Carmen de Patagones y Bahía Blanca con un barco llamado Watergeus, de 1500 toneladas. En esa época ya tenía una flota de cinco barcos a vapor.
En 1887, estableció el primer servicio que unía regularmente la capital argentina con los pueblos uruguayos de Carmelo y Colonia del Sacramento. Al año siguiente posee el capital como para comprar las otras dos partes de la compañía a sus socios, y ésta pasa a llamarse Nicolás Mihanovich a secas. 
La naviera siguió creciendo en los siguientes años, anexando otras empresas que iban quebrando como consecuencia de la crisis económica nacional conocida como Pánico de 1890. En 1896 adquirió La Flotilla Platense Co. y su barco Eolo. En 1899 anexó la Compañía Nacional de Navegación a Vapor, con su barco Tridente. Al año siguiente, fue la Compañía de Mensajerías del Río de la Plata y su París. Para esta altura, era el armador más poderoso de Latinoamérica.

### Apogeo
En 1903, se transformó en la Sociedad Anónima Nicolás Mihanovich. En 1907 estableció un servicio de embarcaciones que remontaban el Río Paraná, llevando visitantes a conocer las Cataratas del Iguazú. En esta rama el Ferrocarril de Entre Ríos fue su principal competidor, y era frecuente la guerra de tarifas para intentar dominar el mercado del Litoral. También se diversificó adquiriendo un matadero y acciones del Banco de Italia.
El interés de Mihanovich en el turismo también quedó demostrado cuando en 1906 fue inaugurado muy cerca del Puerto de Buenos Aires su Palace Hotel (actualmente una de las sedes de la Facultad de Filosofía y Letras  de la UBA), construido en el terreno en las calles 25 de mayo y Cangallo (hoy Tte. Gral. Perón) donde antes estaban las oficinas de la naviera, que permaneció en la planta baja del nuevo edificio.
Considerando las limitaciones que le imponía el mercado argentino para expandirse, tomó la decisión de sumar capitales ingleses a su empresa, que en 1909 se transformó en The Argentine Navigation (Nicolás Mihanovich) Company Ltd., con un capital de base de 2.100.000 libras esterlinas. Nicolás conservó la mayor parte de las acciones y el control del emprendimiento, que en ese momento poseía ya 68 remolcadores, 200 embarcaciones menores y 82 buques a vapor, sumando 350 unidades.
Un nuevo edificio, enfrentado al Palace Hotel, fue construido para alojar las oficinas de la creciente empresa. En 1914 estalló la Primera Guerra Mundial, cuando los capitales británicos eran el 25% de su compañía. En 1916 poseía una flota compuesta por 324 unidades, de las cuales 45 eran vapores de pasajeros, 27 de carga, 70 remolcadores, 142 lanchas, 31 chatas, 7 pontones y dos grúas flotantes.
Mihanovich participó en todo tipo de actividades sociales, formando parte del directorio del Patronato de la Infancia, de la Liga Argentina de la Tuberculosis, así como del Centro Naval y de la Sociedad de Educación Industrial. En 1914 fue terminado el emblemático Edificio Otto Wulf, en el cual tuvo una fuerte participación.
Por su trayectoria, el emperador austríaco Francisco José I lo nombró cónsul honorario en 1899, al cual se sumó en 1913 el título de barón con derecho sucesorio. Además recibió diversas condecoraciones: del emperador ruso, del rey de Inglaterra y del rey de España.

### Retiro

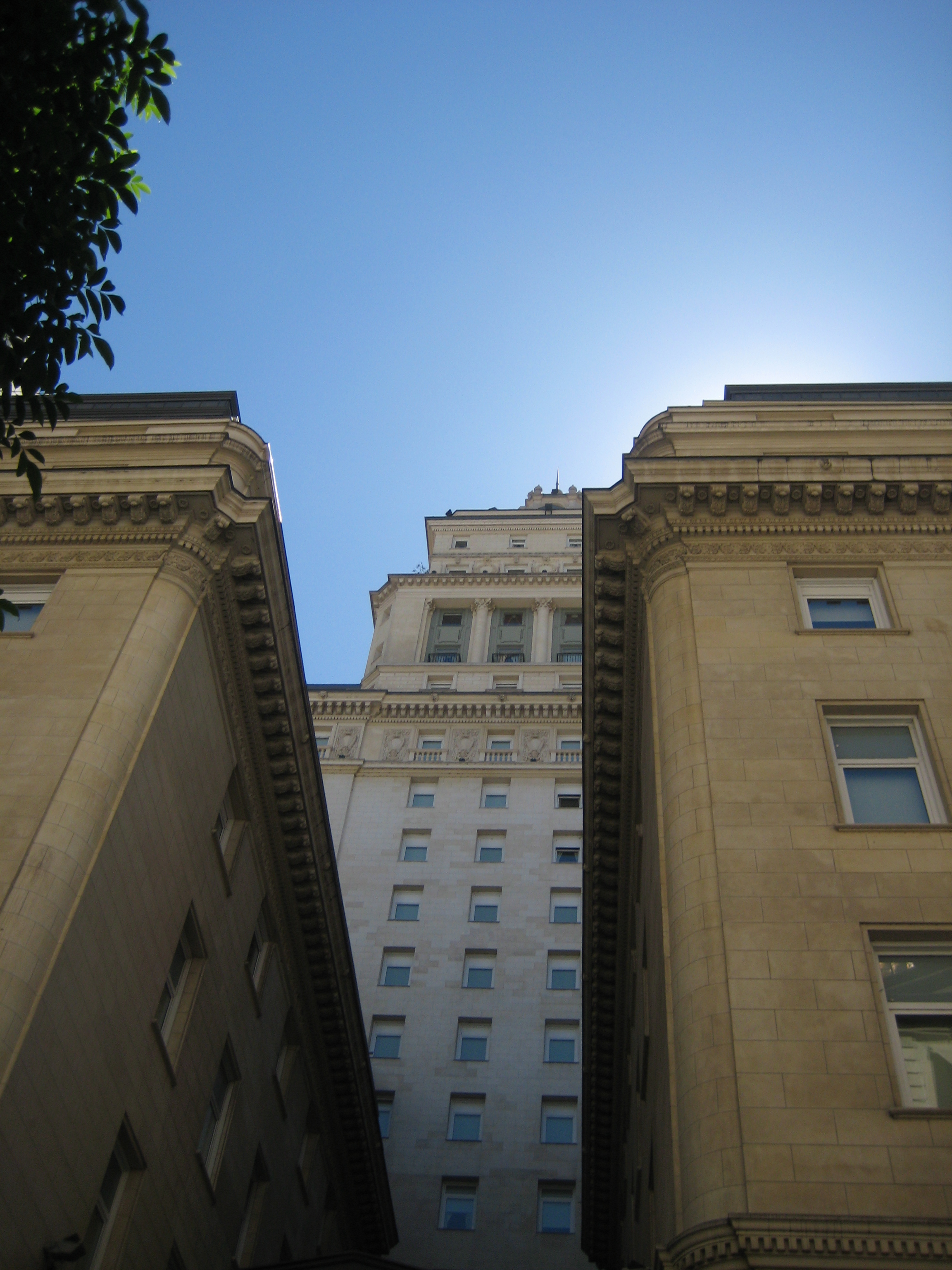
Edificio Mihanovich visto desde la base.

Pero consciente de su edad, Mihanovich consideró vender definitivamente su parte de la empresa para retirarse a pasar sus últimos años. También esta decisión era empujada por el conflicto de intereses resultante de la venta por su parte de embarcaciones al ejército inglés durante la Primera Guerra Mundial, siendo nacido en el Imperio Austrohúngaro, rival en esa contienda del Reino Unido.
Fue sucedido por su hijo Pedro Mihanovich. Pero finalmente pudo vender sus mayoritarias acciones al magnate británico de la navegación Lord Kylsant, y al argentino Alberto Dodero, y se retiró.
Participó por esa época de la colecta de la Unión Católica Popular Argentina, que llevó adelante una colecta para construir viviendas obreras. Resultado de ello es el Barrio Mihanovich, que se encuentra en Parque Avellaneda.
Uno de sus últimos emprendimientos fue la construcción de una gran torre que fuera vista desde la costa, destinada a departamentos de renta (alquiler), en el aristocrático barrio de Retiro. Concluido recién en 1929, es actualmente el Casa Lucia Hotel.
Nicolás Mihanovich no llegó a verlo concluido, ya que falleció ese mismo año, a la edad de 83. Pero sobrevivió a todos sus hijos, Pedro había muerto en 1925.